# Amt Am Stettiner Haff
Amt Am Stettiner Haff – związek gmin w Niemczech, leżący w kraju związkowym Meklemburgia-Pomorze Przednie, w powiecie Vorpommern-Greifswald. Siedziba związku znajduje się w mieście Eggesin.
W skład związku wchodzi dwanaście gmin leżących blisko Zalewu Szczecińskiego (niem. Stettiner Haff), w tym jedna gmina miejska (Stadt) oraz jedenaście gmin wiejskich (Gemeinde):
1. Ahlbeck
2. Altwarp
3. Eggesin, miasto
4. Grambin
5. Hintersee
6. Leopoldshagen
7. Liepgarten
8. Lübs
9. Luckow
10. Meiersberg
11. Mönkebude
12. Vogelsang-Warsin

## Zmiany administracyjne
- 25 maja 2014
  - przyłączenie gminy Torgelow-Holländerei do miasta Torgelow a tym samym do Związku Gmin Torgelow-Ferdinandshof